# 彼女 (アルバム)
『彼女』（かのじょ）は、aikoのメジャー通算7枚目のオリジナル・アルバム。2006年8月23日にポニーキャニオンから発売された。

## 概要
前作『夢の中のまっすぐな道』から約1年半ぶりのオリジナル・アルバム。初回限定盤のみカラートレイ仕様。シングル「キラキラ」「スター」「雲は白リンゴは赤」を収録。
aiko自身がつけたタイトルの『彼女』は「色々な女性や女の子がこのアルバムの中にいる」という意味で、そのため、ガールフレンドという意味ではなく、第三人称としての「彼女」である。
制作された本作収録楽曲のMVはドラマ形式の内容となっており、aikoの他には大杉漣、須賀健太、西内まりやらが出演している。
2008年7月17日よりSACDハイブリッド盤も発売されている。

## チャート成績
オリコンアルバムウイークリーチャート1位、更にオリコンの月間ランキングで1位を獲得した。

## キャンペーン
2008年3月12日「aiko 10th Anniversary ちょっと嬉しいHappy Surprise vol.1」として初回限定仕様盤に本人デザインのオリジナルステッカーを封入して復刻リリース。文字色は赤に変更されている。

## トラックリスト
| 全作詞・作曲: AIKO、全編曲: 島田昌典（2:吉俣良 4.8.11:根岸孝旨）。 |                        |       |            |      |
| #                                                                  | タイトル               | 作詞  | 作曲・編曲 | 時間 |
| 1.                                                                 | 「シャッター」         | AIKO  | AIKO       | 5:18 |
| 2.                                                                 | 「気付かれないように」 | AIKO  | AIKO       | 5:59 |
| 3.                                                                 | 「キラキラ」           | AIKO  | AIKO       | 5:05 |
| 4.                                                                 | 「キスする前に」       | AIKO  | AIKO       | 4:35 |
| 5.                                                                 | 「深海冷蔵庫」         | AIKO  | AIKO       | 5:33 |
| 6.                                                                 | 「17の月」             | AIKO  | AIKO       | 4:46 |
| 7.                                                                 | 「その目に映して」     | AIKO  | AIKO       | 4:22 |
| 8.                                                                 | 「ひとりよがり」       | AIKO  | AIKO       | 4:04 |
| 9.                                                                 | 「あられ」             | AIKO  | AIKO       | 5:39 |
| 10.                                                                | 「スター」             | AIKO  | AIKO       | 5:08 |
| 11.                                                                | 「恋ひ明かす」         | AIKO  | AIKO       | 4:41 |
| 12.                                                                | 「雲は白リンゴは赤」   | AIKO  | AIKO       | 4:11 |
| 13.                                                                | 「ある日のひまわり」   | AIKO  | AIKO       | 4:06 |
| 14.                                                                | 「瞳」                 | AIKO  | AIKO       | 5:20 |
| 合計時間:                                                          | 合計時間:              | 68:47 |            |      |

## 曲解説
1. シャッター
2. 気付かれないように
3. キラキラ
18thシングル
フジテレビ系テレビドラマ『がんばっていきまっしょい』主題歌
2005年TOYOTA「PORTE」CMソング
4. キスする前に
NTT DoCoMo「aiko-だから私はドコモです」篇CMソング
5. 深海冷蔵庫
6. 17の月
7. その目に映して
8. ひとりよがり
9. あられ
10. スター
19thシングル
映画「あらしのよるに」主題歌。
11. 恋ひ明かす
12. 雲は白リンゴは赤
20thシングル。
13. ある日のひまわり
18thシングル『キラキラ』のc/w。
14. 瞳
2005年の「Love Like Pop vol.9何度やってもうれしい追加公演。トロ～ン」コンサート終了後に初めて流され、その後花王「ハミング」のCMソングとしてアルバムの発売1年以上前からOAされていた楽曲。
元々この楽曲はaikoの友人が臨月を迎え、出産の前に「破水した」という友人からのメールをaikoが受けた際に作った曲であり、1番だけしかなかった。その後、タイアップが決まった際に2番を制作し、現在の形になる。このような経緯からシングル未発売ながら、第57回NHK紅白歌合戦で歌唱された。

## 演奏
- aiko：Vocals&All Background Vocals
- 島田昌典
  - Piano (#1.3.6-14)
  - Hammond (#1.3.6.10.11.12.13)
  - Percussion (#1)
  - Fender Rhodes,Mellotron,Programming(#5)
  - Tambourine (#5.7.9.12.13)
  - Vox Jaguar (#7)
  - Baby Organ (#14)
- 佐野康夫：Drums (#1.2.3.4.7.9.11.12.13)
- 美久月千晴：Bass (#1.2.5.6)
- 狩野良昭：Guitars (#1.2.3.5.6.9.12.13)
- 佐々木史郎：Trumpet (#1.6.12)
- 黄啓傑：Trumpet (#1.12)
- 河合わかば：Trombone (#1.6.12)
- 佐野聡：Trombone (#1)
- 向井志門：Tenor Sax (#1.6)
- 吉田治：Tenor Sax (#1)
- 弦一徹ストリングス：Strings (#2.9.10.14)
- 吉俣良：Wurlitzer,Hammond,Piano,Programming (#2)
- スティング宮本：Bass (#3.7.9.12.13)
- 梯郁夫：Percussion (#3)
- 根岸孝旨：Guitars,Bass (#4.8.11)
- 柴田俊文：Hammond,Piano (#4)
- 木本ヤスオ：Manipulation (#4.8.11)
- 河村智康
  - Drums (#5.8.10)
  - Tambourine (#8)
- 松永俊弥：Drums (#6)
- 佐久間勲：Trumpet (#6)
- 橋本佳明：Trombone (#6)
- 勝田一樹：Tenor Sax (#6.12)
- 藤井謙二：Guitars (#7.10)
- 弥吉淳二
  - Acoustic Guitar (#8)
  - Guitars (#11)
- 澤田浩史：Bass (#10)
- 青木タイセイ：Trombone (#12)
- 齋藤貴志：Tenor Sax (#12)
- 南浩之：Horn (#14)

## 収録ベスト・アルバム
- まとめI（1.2.14）
- まとめII（3）